# 近藤ムサシ
近藤 ムサシ（こんどう むさし）は、主にゲイ雑誌やゲイ同人誌で活動する漫画家・イラストレーターである。
かつて、ゲイ雑誌SAMSONや別冊DAVEで漫画をごくまれに発表していた。
ゲイ漫画にありがちなハードな展開ではなく、ソフトタッチな絵柄のせいかどことなくほのぼのとした独自の雰囲気の作品が多い。ただ、その中でもしっかりとエロを描くところに作者のこだわりが感じられる。
2002年より、ホームページ「むさしどう」を発表、同時に、獣太、大森ぷーすけ達と同人サークルぱくぱく弁当を結成しショタ同人誌でも作品を発表するようになる。
以降、同人誌での活動がメインで、ショタ漫画から、大人がメインの本格ゲイ漫画へと作風を移行したが、体格差カップルとしてショタキャラが登場することも多い。